# Вуокинйоки
Вуокинйоки или Вужи — река в России, протекает по территории Костомукшского городского округа Карелии. Устье реки находится в 17 км по правому берегу реки Судно. Длина реки — 30 км, площадь водосборного бассейна — 618 км².
Основные притоки:
- В 8,8 км от устья, по правому берегу реки впадает река Пирта.
- В 13 км от устья, по левому берегу реки впадает река Ахкива.

Также к бассейну Вуокинйоки относится озеро Витче.

## Данные водного реестра
По данным государственного водного реестра России относится к Баренцево-Беломорскому бассейновому округу, водохозяйственный участок реки — Кемь от истока до Юшкозерского гидроузла, включая озёра Верхнее, Среднее и Нижнее Куйто. Речной бассейн реки — бассейны рек Кольского полуострова и Карелии, впадает в Белое море.
Код объекта в государственном водном реестре — 02020000812102000002932.